# Гречи (Скиту)
Гречи (рум. Greci) насеље је у Румунији у округу Олт у општини Скиту. Oпштина се налази на надморској висини од 129 m.

## Становништво
Према подацима из 2002. године у насељу је живело 1069 становника, од којих су сви румунске националности.